# Jonas Hiller
Jonas Hiller (født 12. februar 1982 i Felben Wellhausen, Schweiz) er en tidligere schweizisk ishockeyspiller. Jonas Hiller spillede blandt andet for NHL-holdet Anaheim Ducks som målmand.